# Osterdock (Iowa)
Osterdock est une ville du comté de Clayton, en Iowa, aux États-Unis. Elle est incorporée le 16 avril 1904. La ville est fondée en 1877, lors de la construction de la ligne de chemin de fer, dans la région.

## Source de la traduction
- (en) Cet article est partiellement ou en totalité issu de l’article de Wikipédia en anglais intitulé « Osterdock, Iowa » (voir la liste des auteurs).